# Arbulu (Alava)
Pour les articles homonymes, voir Arburu.
Arbulu en basque (Arbulo en espagnol) est une commune ou une contrée appartenant à la municipalité de Elburgo dans la province d'Alava, située dans la Communauté autonome basque en Espagne.